# Bill Walker (politico)
William Martin Walker, detto Bill (Fairbanks, 16 aprile 1951), è un politico statunitense, governatore dell'Alaska dal 2014 al 2018.

## Biografia
Walker nasce a Fairbanks, in Alaska. Dopo essere cresciuto nella città di Valdez, è costretto ad abbandonarla assieme alla sua famiglia a causa di un violento terremoto che colpì quella zona nel 1964 e che fece perdere gran parte dei loro beni personali. Ha lavorato poi nel settore edile della famiglia come carpentiere, operaio e carrettiere sul Trans-Alaska Pipeline System.
Nel 1969 si laurea presso il liceo di Valdez, grazie al quale riceve un master in Business Management dalla Lewis & Clark College nel 1973 e un J.D. presso la University of Puget Sound School of Law nel 1983. Tra il 1977 e il 1979 ha servito al consiglio comunale di Valdez ed in seguito è stato eletto sindaco di questa, ricoprendo la carica fino al 1980, diventando a 27 anni il sindaco più giovane nella storia.
Dopo essersi candidato alle primarie per le elezioni governative dell'Alaska nel 2010 come repubblicano senza però vincerle, si ricandida da indipendente alle elezioni successive (sostenuto anche dai democratici), da cui ne esce vincitore, sconfiggendo con uno scarto di 3 punti il governatore uscente Sean Parnell.
Nel 2018 si ricandidò per un secondo mandato ma a causa delle dimissioni del suo vice Byron Mallott e dei sondaggi che lo davano in netto svantaggio, interruppe la propria campagna elettorale e sostenne il candidato democratico Mark Begich, il quale, alle elezioni, venne però sconfitto dal repubblicano Mike Dunleavy. Ricandidatosi nuovamente alle elezioni del 2022, ottenne solamente il 20,7% dei voti, piazzandosi al terzo posto.